# Adipati Dolken
Adipati Dolken, właśc. Adipati Koesmadji (ur. 19 sierpnia 1991 w Tangerangu) – indonezyjski aktor i model.
Jako aktor debiutował w serialu telewizyjnym Kepompong (2008). Szerszą rozpoznawalność przyniosła mu jednak rola w filmie Pocong Keliling z 2010 r.

## Filmografia
Źródła:
Film
- Putih Abu-Abu dan Sepatu Kets(inne języki) (2009)
- 18+(inne języki) (2010)
- Pocong Keliling(inne języki) (2010)
- 18++ Forever Love(inne języki) (2012)
- Malaikat Tanpa Sayap(inne języki) (2012)
- Perahu Kertas(inne języki) (2012)
- Perahu Kertas 2(inne języki) (2012)
- Sang Martir(inne języki) (2012)
- Operation Wedding(inne języki) (2013)
- Sang Kiai (The Clerics)(inne języki) (2013)
- Crazy Love(inne języki) (2013)
- Adriana(inne języki) (2013)
- Slank Nggak Ada Matinya(inne języki) (2013)
- Marmut Merah Jambu(inne języki) (2014)
- Aku, Kau & KUA(inne języki) (2014)
- Kukejar Cinta ke Negeri Cina(inne języki) (2014)
- Jenderal Soedirman(inne języki) (2015)
- 3 Dara(inne języki) (2015)
- Koala Kumal(inne języki) (2016)
- CADO CADO: Doctor 101(inne języki) (2016)
- Pertaruhan(inne języki) (2017)
- Posesif(inne języki) (2017)
- Hujan Bulan Juni (2017)
- #TemanTapiMenikah (2018)
- The Man from the Sea(inne języki) (2018)
- 3 Dara 2 (2018)[5]
- Perburuan(inne języki) (2019)
- A Hunter in Blue Manchester (indonez. Pemburu di Manchester Biru; 2020)[6]

Telewizja
- Kepompong(inne języki)
- Kejora dan Bintang(inne języki)
- Dia Jantung Hatiku(inne języki)
- Aliya(inne języki)
- Cahaya Gemilang(inne języki)
- Heart Series 2(inne języki)
- Get Married The Series 2(inne języki)
- The Publicist[7]
- Alphabet